# Грабовский, Владислав
Владислав Грабовский (пол. Władysław Grabowski; 1 июня 1883 — 6 июля 1961) — польский актёр театра, кино и радио.

## Биография
Владислав Грабовский родился в Варшаве. Окончил актёрский курс в драматической школе Варшавского музыкального общества. Дебютировал в театре в 1905 году. Актёр театров в Кракове, Варшаве, Лодзи. Выступал в радиопередачах «Польского радио». Умер в Варшаве, похоронен на кладбище Старые Повонзки.

## Избранная фильмография
- 1911 — Меир Эзофович / Meir Ezofowicz
- 1912 — Суеверия / Przesądy
- 1913 — Ашантка / Wykolejeni
- 1916 — Студенты / Studenci
- 1917 — Арабелла / Arabella
- 1921 — Пан Твардовский / Pan Twardowski
- 1921 — Чудо на Висле / Cud nad Wisłą
- 1924 — О чём не говорят / O czem się nie mówi
- 1925 — Ивонка / Iwonka
- 1926 — Прокажённая / Trędowata
- 1926 — О чём не думают / O czym się nie myśli
- 1927 — Земля обетованная / Ziemia obiecana
- 1927 — Могила неизвестного солдата / Mogiła nieznanego żołnierza
- 1933 — Последняя эскапада / Ostatnia eskapada
- 1934 — Разве Люцина девушка? / Czy Lucyna to dziewczyna?
- 1935 — Две Иоаси / Dwie Joasie
- 1935 — Вацусь / Wacuś
- 1935 — Люби только меня / Kochaj tylko mnie
- 1936 — Два дня в раю / Dwa dni w raju
- 1936 — Додек на фронте / Dodek na froncie
- 1936 — Болек и Лёлек / Bolek i Lolek
- 1936 — Прокаженная / Trędowata
- 1936 — Папа женится / Papa się żeni
- 1936 — 30 каратов счастья / 30 karatów szczęścia
- 1937 — Ординат Михоровский / Ordynat Michorowski
- 1937 — Извозчик № 13 / Dorożkarz nr 13
- 1937 — Девушки из Новолипок / Dziewczęta z Nowolipek
- 1937 — Три повесы / Trójka hultajska
- 1938 — Счастливое тринадцатое / Szczęśliwa trzynastka
- 1938 — Вереск / Wrzos
- 1938 — Забытая мелодия / Zapomniana melodia
- 1938 — Сигналы / Sygnały
- 1939 — Чёрные бриллианты / Czarne diamenty
- 1939 — Жена и не жена / Żona i nie żona
- 1939 — Руковожу здесь я / Ja tu rządzę
- 1946 — Два часа / Dwie godziny
- 1948 — Моё сокровище / Skarb
- 1949 — За вами пойдут другие / Za wami pójdą inni

## Признание
- 1952 — Золотой крест Заслуги.
- 1953 — Кавалерский крест ордена Возрождения Польши.
- 1955 — Государственная премия ПНР 2-й степени.
- 1959 — Орден «Знамя Труда» 1-й степени.